# Скандинејвијан ерлајнс систем
Скандинејвијан ерлајнс систем (енгл. Scandinavian Airlines System; IATA: SK, ICAO: SAS) је мултинацијална авио-компанија за Данску, Норвешку и Шведску и највећа авио-компанија у Скандинавији са седиштем у Ослу. Скандинејвијан ерлајнс је била један од 5 авио-компанија које су формирале Стар алајанс. Ова компанија је формирала Спанер и бившу чартер авио-компанију Сканер. САС је базиран на 3 аеродрома: Каструп, Арланда и Гардермонен. Године 2006, Скандинејвијан ерлајнс је превезао 25 милиона путника, док је САС Група превезла 38,6 милиона путника.

## Историја
Авио-компанија је основана 1. августа 1946. године када су се удружиле националне авио-компаније Данске, Норвешке и Шведске. Операције су почеле 17. септембра 1946. Компаније су ујединиле европске летове 1948. године и на крају су се ујединиле како би формирале САС конзорцијум 1951. године. Када је авио-компанија основана, била је подељена између САС Данске (28,6%), САС Норвешке (42,8%) и САС Шведске (42,8%), и 50% су држали приватни инвестори, а 50% владе ових држава.
Године 1954, САС је била прва авио-компанија на свету која је имала трансполарне летове. Један од тих летова је био на релацији од Копенхагена до Лос Анђелеса. Захваљујући добрим ценама транзита за остале европске дестинације, ове трансполарне линије биле су јако популарне за америчке туристе 1950-их година. САС је такође користио трансполарне линије и за Далеки исток.
Године 1957, САС је била прва авио-компанија са летовима изнад Северног Пола на дестинацији Копенхаген-Енкориџ-Токио. 1959. године, САС је купио свој први џет авион, Каравел, а 1971. је добио први Боинг 747.
САС је поступно добио контролу за домаће дестинације у све три земље од куповине свих или половине локалних авио-компанија. У мају 1997. године, САС је формирао светску Стар алајанс мрежу са Ер Канадом, Јунајтед ерлајнсом, Луфтханзом и Тај ервејз интернашоналом. У компанији се у јуну 2001. променила подела деоница; владе држава су држале 50% (Данска 14,3%, Норвешка 14,3% и Шведска 21,4%), а осталих 50% је припало јавности.
Скандинејвијан ерлајнс систем (САС) је 2004. подељен у 4 авио-компаније: САС Скандинејвијан ерлајнс Шведска АБ, Скандинејвијан ерлајнс Данска АС, Скандинејвијан ерлајнс Братхенс АС и Скандинејвијан ерлајнс Међународни АС. Године 2007, САС Братхенс је променио име у САС Скандинејвијан ерлајнс Норвешка АС.